# Nestor Souto de Oliveira
Nestor Souto de Oliveira (* 16. November 1900 in Porto Alegre; † 1988 im Miami-Dade County) war ein brasilianischer General und Diplomat.

## Leben
Nestor Souto de Oliveira war mit Josefa Serrano Baldino verheiratet und hatte mit ihr mehrere Kinder. Er war Armeegeneral und wurde als Großbeamter in den Militärverdienstorden aufgenommen. Vom 31. März 1951 bis zum 25. November 1952 hatte er das Kommando über die neugegründete Militärakademie der schwarzen Adler und vom 11. Dezember 1958 bis zum 8. Juli 1959 über den ersten Militärbezirk. Bis 1960 leitete Nestor Souto de Oliveira die Personalabteilung des Kriegsministeriums.
Als Jânio Quadros am 25. August 1961 zurücktrat, befand sich der Vizepräsident João Goulart bei einer diplomatischen Mission in Peking. Brasilien hatte bis zum 15. August 1974 diplomatische Beziehungen zu Taiwan. Nestor Souto de Oliveira war zu diesem Zeitpunkt Oberkommandierender der Streitkräfte. Um die Rückkehr von João Goulart zu erschweren und das Präsidentenamt an den Vorsitzenden des Parlamentes Pascoal Ranieri Mazzilli durchzusetzen, beteiligte sich Nestor Souto de Oliveira an der Entführung von Henrique Teixeira Lott, der notorisch verfassungstreu war. João Goulart sandte ihn am 26. Februar 1963 als Botschafter nach Damaskus, von wo Nestor Souto de Oliveira nach der Operação Brother Sam am 11. August 1964 zurückkehrte.